# 鲁培新
鲁培新（1937年—），北京人，中华人民共和国政治人物、外交官。

## 生平
1960年毕业于外交学院，进入中华人民共和国外交部工作，先后在驻苏联大使馆、外交部礼宾司、外交部美洲大洋洲司、外交部办公厅、驻澳大利亚大使馆任职。1987年，任外交部礼宾司参赞，后升任副司长。1991年，任外交部礼宾司代司长。1992年，担任首任中华人民共和国驻斯洛文尼亚大使。1997年，由吴俊峰接任。